# Birger Boman
Birger Axel Gustaf Boman, född den 7 mars 1926 i Sättersta socken i Södermanland, död den 25 juli 2020 i Stockholm, var en svensk skulptör, lärare och konsthögskolerektor. 
Birger Boman var som barn bosatt i Sättersta och senare i Gnesta i Södermanland, samt under ungdomsåren i Strängnäs. 1944 flyttade han med familjen till Stockholm, där han samma år började som elev på Konstfackskolan. 1951-1954 studerade han som skulptör på Kungliga Konsthögskolan. Från 1954 var han gift med skulptören Ulla Boman, född Sirén. 

## Verk i urval
Birger Boman utförde främst verk för offentlig miljö och för Svenska kyrkan. Några exempel:
- Kumla kyrka
- Örnäsets kyrka
- Hardemo kyrka
- Svenska Margaretakyrkan
- Martyrernas kapell i Strängnäs domkyrka

## Pedagogisk verksamhet
Under många år var Birger Boman verksam som lärare och pedagog inom området konst och formlära. Han undervisade i teckning på Konstfackskolan i Stockholm, och i teckning och formlära på Arkitekturskolan vid Kungliga Tekniska Högskolan i Stockholm. Han har också undervisat på utbildningen för landskapsarkitekter vid Sveriges lantbruksuniversitet (SLU) i Ultuna och på arkitektutbildningen vid Lunds Tekniska Högskola. 
1988-1990 var han rektor för Konsthögskolan Valand i Göteborg.

## Samarbete med arkitekter och annat
Birger Boman hade ett stort kunnande och intresse inom området arkitektonisk formgivning, och samarbetade under årens lopp med ett flertal svenska arkitekter, i olika sammanhang och för olika ändamål, som assistent, medarbetare eller rådgivare. 
Han har haft uppdrag för Statens konstråd och har varit representant för Sverige i Nordiska rådets kulturutskott. 
Birger Boman är begravd på Skogskyrkogården i Stockholm.